# Karnak
El-Karnak è un piccolo villaggio situato sulle sponde del Nilo a circa 2,5 km a nord di Luxor. Il sito è quello della Tebe egizia.

## I Templi di Karnak
I templi egizi sono la principale attrazione di el-Karnak al punto che, comunemente, il nome "Karnak" viene generalmente associato più al sito archeologico che non al villaggio.
Il numero annuale di visitatori è secondo solo a quello della piramidi di Giza.
Il complesso templare di Karnak è, di fatto, costituito da tre distinti recinti templari dedicati ad Amon, alla sua sposa divina Mut, ed al Dio locale Montu (dal corpo umano e dalla testa di falco) il cui culto fu particolarmente in auge nel corso della XI Dinastia (in tal senso rammentiamo i sovrani di nome Montuhotep, della XI dinastia, cui seguiranno, con la XII, Re il cui nome teoforo farà riferimento ad Amon, altra divinità minore tebana facente capo alla cosiddetta Ogdoade Ermopolitana, come, ad esempio, Amenhemat). In linea generale, sono riscontrabili quattro parti principali di cui solo una accessibile ai turisti ed al pubblico in generale.

- Grande tempio di Amon (visitabile)
- Tempio di Montu (chiuso al pubblico)
- Tempio di Mut
- Tempio di Amenhotep IV (smantellato - chiuso al pubblico)